# Far de Buda
El far de Buda era un far que estava situat a l'extrem més oriental de l'illa de Buda. Va començar a funcionar l'any 1864 i un segle més tard la regressió del delta de l'Ebre va fer que quedés completament envoltat d'aigua i que finalment la nit de nadal de l'any 1961 un fort temporal de Llevant el fes ensorrar dins el mar.
Fou dissenyat per l'enginyer Lucio del Valle, sent construït a les drassanes de Birmingham. En el moment de la seva finalització, va ser el far metàl·lic més alt del món amb una alçada de 51,5 metres.